# 社會分化

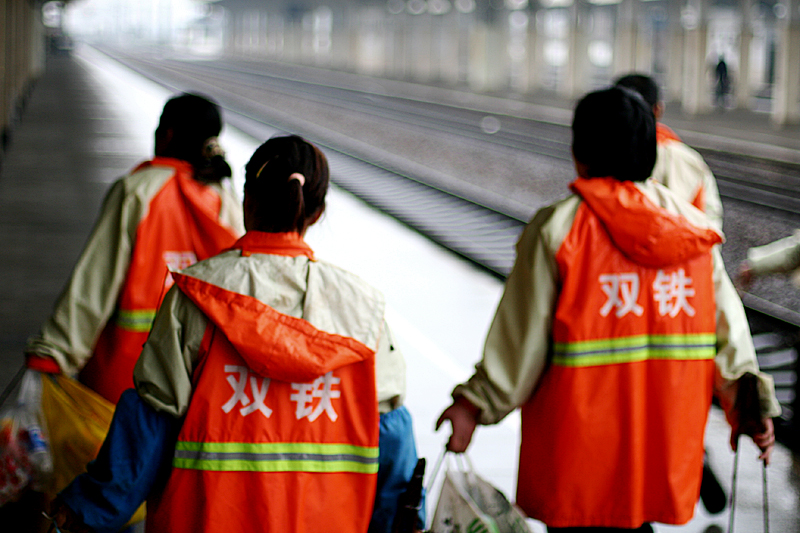
從事派遣工作的勞工

美國前1%富人占社會財富比率變遷

社會分化或社會兩極化，指的是社會上的民眾之間形成嚴密的階層之分，不同階層之間經濟、教育、社會地位差距甚大，且階層區域固定不流動，改變自己的社會地位極難的一種現象。日語稱「格差社會」，「格」在日語中有等級、階層之意（古漢語中亦有此意）。進入1980年代后，伴隨世界經濟的自由化與全球化，世界上大部分國家都出現了貧富差距擴大、社會氛圍不安的情況。除了每個人之間的差距外，格差社會也包括各地域間的差距。